# مقاطعة أبوماتوكس (فيرجينيا)
 مقاطعة أبوماتوكس  (بالإنجليزية:  Appomattox County)‏ هي إحدى المقاطعات في ولاية فيرجينيا في الولايات المتحدة الأمريكية.

## أعلام
- هنري فلود